# Laurent de Gouvion Saint-Cyr
Laurent Gouvion Saint-Cyr (Toul, 13 de maig de 1764 - Ieras, 17 de març de 1830) fou un polític i militar francès i marquès de Gouvion-Saint-Cyr. Casat el 1795 amb la seva cosina, Anne de Gouvion, de qui va tenir un únic fill, Laurent (1815-1904). El van fer marquès en 1817. El nom de Gouvion Saint-Cyr està gravat a l'arc de Triomf de París.

## Revolució
Després el provar el teatre i el dibuix, Laurent Gouvion tria la carrera militar i entra en 1789 al personal del protector nacional de París, gràcies al seu parent, l'important general de brigada Jean-Baptiste Gouvion.
S'ofereix voluntari l'1 de setembre de 1792 amb el 1r batalló de caçadors republicans, on afegeix al seu nom el de la mare per distingir-se dels altres de l'escola militar de Sant-Cyr. Ell és capità, l'1 de novembre, ajudant del general Léonard Honoré Gay de Vernon el febrer de 1793, comandant i cap d'estat major del general Claude-François Ferey el setembre de 1793. En l'exèrcit del Rin durant la guerra de la Primera Coalició, fa una carrera fulgurant: general de la brigada el 5 de juny de 1794 i de divisió l'11.
En el bloqueig de Magúncia (1795) sota les ordres de Jean-Charles Pichegru i de Jean-Baptiste Kléber, organitza la retirada i experimenta una derrota a Pfrimm al novembre de 1794, però pren Zweibrücken, el 5 de desembre de 1794. Comandarà l'ala esquerra de l'exèrcit del Rin-i-Mosel·la, i més tard el centre.

## Directori
En 1796, batalla a Rastadt, Ettlingen, i pren Stuttgart el 18 de juliol, llavors defensa Kehl a finals d'any. Substituint Lazare Hoche, difunt, com a cap de l'exèrcit del Rin-i-Mosel·la, envaïx Basilea a finals de 1797. Llavors substitueix André Masséna per abús de poder, torna a Alemanya i demana l'esquerrà a l'exèrcit del Danubi, que està a Stockach (el 25 de març de 1799), llavors passa a l'exèrcit d'Itàlia, controla Gènova i torna a l'exèrcit del Rin com ajudant de Jean Victor Marie Moreau, guanyant a Biberach el 9 de maig de 1800.

## Consolat i Primer Imperi
No es va entendre amb Jean Victor Marie Moreau i demana una llicència a Napoleó Bonaparte, que el designa conseller d'estat i l'envia a comandar els exèrcits Franco-Espanyols durant la Guerra de les Taronges (1801). Ambaixador a Madrid (1801) al costat de Lucien Bonaparte, Gouvion demana llavors l'exèrcit de Nàpols. No havent expressat la seva adherència a l'imperi, se l'elimina de la llista dels mariscals. El 1805, a Itàlia segueix sent el cap de l'exèrcit de Nàpols. De finals de 1806 a l'agost de 1808, es queda al comandament dels camps de Boulogne-sur-Mer.
El maig de 1808, s'adhereix a l'Imperi i és enviat durant l'agost a Catalunya per combatre en la Guerra del Francès. Notable tàctic, Gouvion obté diverses victòries i trenca el Bloqueig de Barcelona. Rebutjant realitzar l'ordre d'assetjar simultàniament Girona, Tarragona i Tortosa, és substituït per Charles Pierre François Augereau.
Empresonat fins al 1811, quan és rehabilitat. Demana el 6è cos d'exèrcit a la campanya de Rússia, on surt victoriós, però ferit seriosament a la batalla de Polotsk, el 18 d'agost de 1812, i finalment ascendit a mariscal de l'Imperi, que la seva rudesa i manca de sociabilitat havien evitat que obtingués abans. L'agost de 1813, defensa Dresden fins que cau en mans dels austríacs, amb la capitulació de la ciutat.

## Restauració
Ministre de la marina i després de guerra de 1817 a 1819, reorganitzarà a exèrcit d'una manera notable i deixarà el seu nom a la llei del reclutament.